# Razdelilna postaja
Razdelilna postaja (kratica: RP) je stikalna postaja znotraj električnega omrežja, ki povezuje več daljnovodov iste električne napetosti.